# Бутнерешть
Бутнерешть, Бутнерешті (рум. Butnărești) — село у повіті Нямц в Румунії. Входить до складу комуни Секуєнь.
Село розташоване на відстані 276 км на північ від Бухареста, 32 км на схід від П'ятра-Нямца, 68 км на південний захід від Ясс.

## Населення
За даними перепису населення 2002 року у селі проживали 827 осіб, усі — румуни. Усі жителі села рідною мовою назвали румунську.